# Киевский завод «Стройдормаш»
Киевский завод «Стройдормаш» (укр. Київський завод «Будшляхмаш») — предприятие военно-промышленного комплекса Украины, расположенное в Шевченковском районе Киева, существовавшее в 1932-2016 годах..

## История

### 1932—1991
Киевский завод «Стройдормаш» им. 50-летия Советской Украины был основан в 1932 году по решению Киевского окружного военно-строительного управления и в советское время находился в ведении министерства строительного, дорожного и коммунального машиностроения СССР.
В 1960-е годы на базе гусеничного артиллерийского тягача АТ-Т заводом был освоен выпуск путепрокладчика БАТ-М.
После технического перевооружения в 1967 году завод стал одним из ведущих предприятий транспортного машиностроения СССР, и к началу 1980-х годов специализировался на производстве строительно-дорожных машин и инженерной техники.
Также, для вооружённых сил СССР завод выпускал полковые землеройные машины ПЗМ-2 и ПЗМ-3.
В начале 1980-х годов «Стройдормаш» был включён в отраслевое учебно-научно-производственное объединение при Киевском политехническом университете.
В составе завода было образовано ОКБ «Стройдормаш», которое выполняло проектно-конструкторские работы по разработке инженерно-строительной техники.

### После 1991
После провозглашения независимости Украины, завод был передан в ведение министерства машиностроения, военно-промышленного комплекса и конверсии Украины, в связи с сокращением внутреннего спроса на продукцию предприятия и отсутствием государственного военного заказа началось перепрофилирование предприятия с целью расширения выпускаемой гражданской продукции.
В 1994 году завод был преобразован в ОАО «Киевский завод инженерных машин».
В 1996 году ОАО было возвращено название «Стройдормаш». В дальнейшем ОАО «Стройдормаш» стало украинским торговым представителем для ряда предприятий транспортного машиностроения (для этой цели, в составе компании был создан Торговый дом «Стройдормаш»).
В августе 1997 года завод и ОКБ завода были включены в перечень предприятий, имеющих стратегическое значение для экономики и безопасности Украины.
В апреле 1998 года в соответствии с постановлением Кабинета министров Украины завод был передан в ведение министерства промышленной политики Украины.
В январе 2000 года начальник инженерных войск вооружённых сил Украины генерал-лейтенант Владимир Воробьев сообщил о том, что для вооружённых сил Украины на Харьковском тракторном заводе и киевском «Стройдормаше» разработана и выпущена полковая землеройная машина ПЗМ-3 «Креолка», которая уже завершает государственные испытания и должна быть принята на вооружение в мае 2000 года (однако ПЗМ-3 была принята на вооружение только во второй половине 2000-х годов).
В августе 2000 года завод был исключён из перечня предприятий, имеющих стратегическое значение для экономики и безопасности Украины (хотя ОКБ завода оставалось в перечне до 4 марта 2015).
В начале 2004 года коммерческий банк «VAB Банк» и страховая компания «Лидер» создали страховую группу «VAB Страхование», в число основных акционеров которой вошло ОАО «Стройдормаш» (по состоянию на 31 декабря 2004 года, ОАО «Стройдормаш» принадлежали 7,26 % акций).
К весне 2005 года производственные мощности предприятия были задействованы не полностью, часть заводской территории сдавалась в аренду. С целью сокращения энергопотребления, на предприятии была введена программа энергосбережения.
В результате, в начале 2007 года завод сумел увеличить объёмы производства.
В декабре 2007 года в соответствии с решением Киевского городского совета часть производственных помещений завода и 0,58 га заводской территории были переданы в аренду ООО «Аспекс» для преобразования в офисно-складские помещения.
По состоянию на начало 2008 года, завод имел возможность выпускать:
- продукцию военного назначения (стреловые специальные краны типа КСС, путепрокладчик БАТ-2, танковое бульдозерное оборудование ТБС-86, траншейно-котлованные землеройные машины ПЗМ-3)[1]
- продукцию гражданского назначения

В 2009—2011 гг. завод участвовал в выполнении контракта на изготовление комплектующих к бронетранспортёрам БТР-4, построенных для вооружённых сил Ирака.
16 января 2013 года по иску коммерческого банка «VAB Банк» лондонский суд вынес наложил арест на 41 украинское предприятие (в том числе, ОАО «Стройдормаш»)
В августе 2013 года «Стройдормаш» представил новую разработку для коммунальных служб: пескосолеразбрасывательную машину МДКЗ-20 на шасси КАМАЗ 6520.
12 ноября 2014 года в арендованном складском ангаре завода начался пожар, охвативший площадь около 2 тыс. кв. м. Погибших и пострадавших не имелось, однако шестичасовой пожар уничтожил находившееся здесь производственное оборудование и повредил несущие конструкции здания.
5 июня 2015 года торговый дом завода заключил контракт на поставку для в/ч 1471 государственной пограничной службы Украины двух экскаваторов на автомобильном шасси.
К 2016 году завод прекратил производство, цеха были заброшены. В 2021 году остатки завода были снесены, на территории начато строительство жилого комплекса “creator city”